# Моцарела
Моцаре́ла (італ. mozzarella) — італійський молодий м'який сир з буйволячого (італ. mozzarella di Bufala) або коров'ячого молока (італ. mozzarella fior di latte), а також їхні суміші.
Оригінальна моцарела походить з регіонів Італії: Кампанія, Апулія та Базиліката. В інших регіонах Італії та в багатьох країнах світу цей еластичний сир виготовляється з коров'ячого молока. Жирність — 50 % (з буйволячого молока) або 45 % (з коров'ячого молока). Назва сиру походить від дієслова італ. mozzare, що означає «відривати». Він здобув всесвітню популярність як складник піци і салату капрезе (моцарела, помідори, базилік, оливкова олія).

## Виготовлення
За способом виготовлення належить до сортів сиру чеддер. В підготовлене молоко, підігріте до температури 34—38 °C вводять сичужний фермент і продовжують нагрівати до температури 50 °C, протягом 15—30 хв відбувається коагуляція, сирну масу розрізають на кубики певної величини, далі відділяють сироватку. Порізану сирну масу за допомогою бавовняного мішка викладають на похилий стіл для видалення зайвої вологи та «чеддерезації». Через 15—30 хвилин роблять пробу на розтягування сиру в нитку італ. Pasta filata — ниткова маса. Для цього шматочок сирної маси занурюють на декілька секунд в окріп (90 °C), обварюють, потім пробу розминають руками та пробують витягнути нитку (італ. filare) з неї. Якщо маса готова до перероблення, то беруть шматки вагою близько 1 кг і поміщають в чан, солять, вливають небагато окропу і за допомогою дерев'яної копистки та рук добре розминають, доки вона не почне розтягуватися в нитку, час від часу міняючи окріп. Далі масу поміщають між великим та вказівним пальцями, другою рукою витягують та відкручують і відривають (італ. mozzare) кульки величиною з куряче яйце (40—60 г), які поміщають до посуду зі свіжою холодною водою. В такому вигляді сир поступає одразу до реалізації. Термін реалізації становить близько трьох діб. Далі він стає жорсткуватим. Весь нереалізований сир йде до місцевих піцерій на виготовлення піци. Сир також фасують у вакуумні упаковки, додаючи консервантів. Термін придатності сягає місяця і більше.
Кульки моцарели вагою близько 15—30 г мають назву чіледжіні.
Із цієї самої маси готують також копчену моцарелу (affumicata) — проволу, тільки кульки мають вагу близько 300—400 г, які після виготовлення коптять в димарні каштановими дровами чи інших порід дерев. Провола зберігається довше, близько 7 днів.

## Історія
Моцарела відома під своїм іменем з XV століття. У Південній Італії буйволи вже у II ст. н. е. були свійськими тваринами. У XVI ст. вони використовуються для перевезення вантажів у вологих долинах річок. Метод виготовлення сиру добре знали у часи Ренесансу.